# Amnesicoma vacuimargo
Amnesicoma vacuimargo är en fjärilsart som beskrevs av Louis Beethoven Prout 1923. Amnesicoma vacuimargo ingår i släktet Amnesicoma och familjen mätare. Inga underarter finns listade i Catalogue of Life.